# 颯田圭子
颯田 圭子（さった けいこ、1957年8月28日 - ）は、日本のフリーアナウンサー。元中部日本放送（CBC）アナウンサー。

## 人物・略歴
- 愛知県幡豆郡吉良町（現西尾市）出身[1]。
- 愛知県立西尾高等学校卒業。
- 1981年にCBCに入社[1]。同期に小西雅子、藤原淳子がいる[1]。
- CBC在職中に結婚。1988年頃出産のため退職。退職後もCBCラジオのゲスト出演、特番出演。
- 現在は日進市在住。名城大学の非常勤講師などを勤める。また、趣味の絵画は日春展（日展日本画部が春に行う公募展）に出展している。

## 過去の出演番組

### テレビ
- CBCニュースワイド
- キユーピー3分クッキング

### ラジオ
- 0時半です松坂屋ですカトレヤミュージックです
- 愛知県政リポート(つボイノリオの聞けば聞くほどに包括)

## その他
- 1986年前後、木曜日深夜から金曜日早朝のニュースを担当しており、ニュース読み後に『小堀勝啓のわ!Wide とにかく今夜がパラダイス』の「木曜喫茶室」に参加することがあった。